# Alfange
Un alfange o sabre d'abordatge és una espasa utilitzada principalment a la marina de guerra. Es tracta d'una mena de sabre curt i corbat de fulla gruixuda, amb tall a una sola banda i dos talls a la punta, que usaven els guerrers àrabs i d'altres pobles orientals. Serveix tant com arma que com eina (per tallar una corda, per exemple).